# Ljubiteljska astronomija
Ljubíteljska astronomíja (tudi amatêrska ~) je konjiček, katerega udeleženci radi opazujejo nebo in obilico teles na njem s prostimi očmi, binokularji ali daljnogledi. Čeprav njihov glavni cilj ni znanstveno raziskovanje, mnogo ljubiteljskih astronomov prispeva k astronomiji z opazovanjem spremenljivk, sledenjem asteroidov in odkrivanjem tranzitnih teles, kot so kometi ali nove.
Tipični ljubiteljski astronom je tisti, ki ni odvisen od področja astronomije kot glavnega vira prihodkov ali podpore, in je brez poklicne stopnje ali napredne akademske izobrazbe v predmetu. Mnogo ljubiteljev je začetnikov ali konjičkarjev, drugi pa imajo visoko stopnjo izkušenj v astronomiji in velikokrat pomagajo in delajo skupaj s poklicnimi astronomi.
Ljubiteljska astronomija je po navadi povezana z opazovanjem nočnega neba, ko je vidna večina nebesnih teles in pojavov. Včasih ljubiteljski astronomi delujejo tudi podnevi med opazovanjem Sončevih peg ali Sončevih mrkov. Ljubiteljski astronomi velikokrat opazujejo nebo s prostimi očmi, med običajna orodja ljubiteljske astronomije spadajo prenosni optični daljnogledi in binokularji.
Ljudje so raziskovali nebo skozi celotno zgodovino v okviru ljubiteljstva brez vsakršne formalne metode investiranja. Le približno v času zadnjega stoletja je ljubiteljska astronomija postala dejavnost, ki se jasno razlikuje od poklicne astronomije in drugih povezanih dejavnosti. Velikokrat se z ljubiteljsko astronomijo ukvarjalo v šolah ali v taborih.